# Песно (Великопольське воєводство)
Песно (пол. Piesno, нім. Liedertal) — село в Польщі, у гміні Лобжениця Пільського повіту Великопольського воєводства.
Населення — 208 осіб (2011).
У 1975-1998 роках село належало до Пільського воєводства.

## Демографія
Демографічна структура станом на 31 березня 2011 року:
|          | Загалом | Допрацездатний вік | Працездатний вік | Постпрацездатний вік |
| -------- | ------- | ------------------ | ---------------- | -------------------- |
| Чоловіки | 112     | 28                 | 72               | 12                   |
| Жінки    | 96      | 21                 | 55               | 20                   |
| Разом    | 208     | 49                 | 127              | 32                   |